# Хайнрих XVIII фон Флекенщайн
Хайнрих XVIII (XVII) фон Флекенщайн (на немски: Heinrich XVIII (XVII) von Fleckenstein; * пр. 1475; † 1535) от линията Дагщул на благородническата фамилия Флекенщайн до северните Вогези в Елзас, е фрайхер на Дагщул в Саарланд.

## Произход
Той е единственият син на фрайхер Фридрих IV (VII) фон Флекенщайн-Дагщул († 1498/1506) и втората му съпруга Катарина фон Винебург и Байлщайн († 1472), дъщеря на Йохан III фон Виненбург-Байлщайн (II) († 1470) и Ирмгард Фогт фон Хунолщайн († сл. 1480).
Фамилията фон Флекенщайн е издигната през 1467 г. в съсловието на имперските фрайхерен. Фамилията „Флекенщайн-Дагщул“ измира през 1644 г.

## Фамилия
Хайнрих XVIII (XVII) фон Флекенщайн се жени 1490 г. за Барбара фон Флекенщайн († сл. 1535), дъщеря на Якоб II фон Флекенщайн, шериф в Хагенау († 1514) и Вероника фон Андлау († 1496). Те имат 12 деца:
- Николаус фон Флекенщайн († 1529, Виена)
- Хайнрих XIX фон Флекенщайн (* пр. 1535; † сл. 1568)
- Йохан фон Флекенщайн-Дагщул (* пр. 1510; † 4 ноември 1552/сл. 1564), фрайхер на Дагщул
- Георг I фон Флекенщайн († 27 октомври 1553), фрайхер на Дагщул, женен на 17 февруари 1539 г. за Йохана фон Салм († 1595)
- Андреас фон Флекенщайн († сл. 1524), фрайхер на Дагщул
- Дитрих фон Флекенщайн († 1548)
- Мария Якоба фон Флекенщайн († сл. 1543), омъжена за Хайнрих фон Хаген-Ипелбрун († 1556)
- Юдит фон Флекенщайн
- Вероника фон Флекенщайн
- Одилия фон Флекенщайн
- Katarina фон Флекенщайн
- Anna фон Флекенщайн